# NGC 2958
NGC 2958 је спирална галаксија у сазвежђу Лав која се налази на NGC листи објеката дубоког неба.
Деклинација објекта је + 11° 53' 19" а ректасцензија 9h 40m 41,6s. Привидна величина (магнитуда) објекта NGC 2958 износи 13,1 а фотографска магнитуда 13,9. NGC 2958 је још познат и под ознакама UGC 5160, MCG 2-25-15, CGCG 63-33, IRAS 09379+1206, PGC 27620.